# Конон Самоський
Конон Самоський (дав.-гр. Κόνων ὁ Σάμιος; близько 280 до н. е. — бл. 220 до н. е.) — давньогрецький математик й астроном часів еллінізму. Користувався покровительством династії Птолемеїв.

## Життєпис
Народився на острові Самос (можливо у м. Самос), звідси його прізвисько. Про молоді роки мало відомостей. Деякий час подорожував еллінськими містами та державами, досліджуючи астрономічні та метеорологічні спостереження. На запрошення Птолемея III перебрався до Єгипту. Тут займався наукою в столиці держави — Александрії. Під час цього познайомився та затоваришував з відомим винахідником та вченим Архімедом з Сіракуз. Конон усе життя провів при царському почті, не втручаючись у політичні свари. Помер приблизно у 220 році до н. е.

## Наукова діяльність
Конону приписують винайдення Архімедової спіралі, займався розробкою теорем спіралі, проте не встиг завершити. Це зробив Архімед. Також Конон займався вивченням конічних перетинів. Його праці в цьому значно вплинули на розробки Аполлонія Перзького.
В астрономії Конону належить відповідна праця (складалася з 7 книг). Особлива увага в ній приділялася сонячним затемненням, руху зірок. Також йому належить відкриття сузір'я Береніки (на честь дружини царя Береніки II), яке зроблено у 246 році до н. е. Згідно з поетом Каллімахом Конон був автором зоряної мапи. Втім вона, як й усі його твори на тепер не збереглися.

## Пам'ять
- На честь Конона названо кратер на Місяці.
- Архімед присвятив Конону свою працю щодо квадратури параболи.